# Na podlesích
Na podlesích je přírodní rezervace poblíž obce Hrutov v okrese Jihlava v nadmořské výšce 566–572 metrů. Oblast spravuje Krajský úřad Kraje Vysočina. Důvodem ochrany je přirozený porost mokřadních luk s výskytem vzácných rostlinných druhů.